# Arthur Q. Bryan
Arthur Quirk Bryan, född den 8 maj 1899 död den 18 november 1959, var en amerikansk skådespelare. Förmodligen mest känd och ihågkommen som rösten till Helmer Mudd.